# Boisleux-Saint-Marc
Boisleux-Saint-Marc é uma comuna francesa na região administrativa de Altos da França, no departamento de Pas-de-Calais. Estende-se por uma área de 3,38 km². Em 2010 a comuna tinha 250 habitantes (densidade: 74 hab./km²).